# Harriet Dyer
Harriet Dyer (* 1988) je australská herečka, která se proslavila díky roli Patricie Saunders v seriálu Love Child a roli ve filmu No Activity.

## Životopis
Dyer se narodila ve městě Townsville v Queenslandu v Austrálii. Navštěvovala místní gymnázium a poté nastoupila na Národní institut dramatického umění v Sydney. V roce 2011 absolvovala v oboru herectví v Hereckém centru v Austrálii.

## Kariéra
Dyer se objevil v televizním komediálním seriálu Micro Nation v roce 2012. Následovaly malé role v seriálech Vánoce u Moodyů a Packed to the Rafters.
V roce 2014 se Dyer objevil v první řadě dramatického seriálu Janet King v roli Mayi Blakely. Ve stejném roce si zahrála roli Patricie Saunders v dramatickém seriálu Love Child.
Od roku 2015 hrála roli April ve seriálu No Activity. V roce 2016 se objevila v dramatickém seriálu Hyde & Seek.
V roce 2017 se Dyer objevil v australském komediálním seriálu Kiki and Kitty. V roce 2018 získala hlavní roli v americkém seriálu stanice NBC The InBetween.

## Osobní život
V srpnu 2017 začala chodit s hercem Patrickem Brammallem, se kterým se seznámila na natáčení seriálu No Activity.

## Filmografie

### Film
| Rok  | Název                  | Role     | Poznámky |
| ---- | ---------------------- | -------- | -------- |
| 2015 | Ruben Guthrie          | Virginie |          |
| 2016 | Australský testosteron | Stacey   |          |
| 2016 | Killing Ground         | Sam      |          |

### Televize
| Rok       | Název                 | Role              | Poznámky                   |
| --------- | --------------------- | ----------------- | -------------------------- |
| 2012      | Micro Nation          | Emma Cosdosca     | 15 dílů                    |
| 2012      | Vánoce u Moodyů       | dívka na letišsti | díl: „Last Minute Airfare“ |
| 2013      | Packed to the Rafters | Mandy             | díl: „Taking Stock“        |
| 2014–2017 | Love Child            | Patricia Saunders | 29 dílů                    |
| 2014      | Janet Kingová         | Maya Blakely      | 8 dílů                     |
| 2015–2016 | No Activity           | April             | 11 dílů                    |
| 2016      | Black Comedy          | moderátorka       | 2 díly                     |
| 2016      | Rake                  | Star Mannix       | díl 4.5                    |
| 2016      | Hyde & Seek           | Dakota Matherson  | díl 1.7                    |
| 2017      | The Other Guy         | Stevie Nicholls   | 5 dílů                     |
| 2017      | The Letdown           | Budy              | díl: „Trivial Pursuits“    |
| 2017      | Sexy Herpes           | Becky             | 1 díl                      |
| 2017      | Kiki and Kitty        | Cherise           | 4 díly                     |
| 2018      | No Acitivity          | Hazeyl            | 1 díl                      |
| 2019      | The InBetween         | Cassie Bishop     |                            |

## Ocenění a nominace
| Rok  | Cena         | Kategorie                                                                    | Nominovaná práce | Výsledek |
| ---- | ------------ | ---------------------------------------------------------------------------- | ---------------- | -------- |
| 2015 | AACTA Awards | Nejlepší herecký výkon ve vedlejší nebo hostující roli v dramatickém seriálu | Love Child       | nominace |
| 2015 | Logie Awards | Nejpopulárnější nový talent                                                  | Love Child       | nominace |
| 2015 | Logie Awards | Nejlepší nováček                                                             | Love Child       | nominace |
| 2016 | Logie Awards | Nejlepší herečka ve vedlejší roli                                            | Love Child       | nominace |